# ミシェル・シュヴァリエ

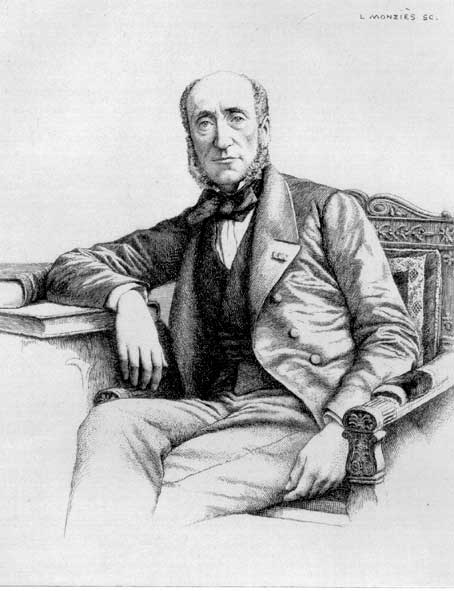
ミシェル・シュヴァリエ

ミシェル・シュヴァリエ（Michel Chevalier, 1806年1月13日 - 1879年11月28日）は、フランスの鉱山技師・経済学者・政治家。

## 生涯
1806年、リモージュに生まれる。1816-23年、同地の王立コレージュで学ぶ。1823年に理工科学校へ首席で入学し、1829年に鉱業学校を卒業。1830年、鉱業2等技師の資格を得る。ノール県技師としてヴァランシエンヌに赴任するも、間もなく休職。七月革命後にサン＝シモン派へ入団し、最高教父プロスペル・アンファンタンによる指導の下、パリ郊外のメニルモンタンにおける共同生活へと加わる。サン＝シモン派の機関紙『グローブ』編集長として活動し、自らも「地中海システム」（後述）をはじめとした記事を寄せる。シュヴァリエは団体の中で頭角を現し、アンファンタンの後継者に指名される。ところが1832年、サン＝シモン派は反政府的な結社を禁じる刑法291条に違反した廉で一斉検挙される。裁判でシュヴァリエは禁固6月の刑を宣告され、サント＝ペラジ獄へ収監。獄中でアンファンタンと別れ、翌年の出獄後にサン＝シモン派を脱退する。
1833年末、知己を得ていた内務大臣アドルフ・ティエールの伝手でアメリカへ交通ネットワークの視察へ赴き、『北アメリカに関する手紙』（1836）を著す。その功績によりレジオン・ドヌール勲章を授与され、1841年、コレージュ・ド・フランス経済学教授に就任。1848年、二月革命が勃発するとコレージュ・ド・フランスを罷免されるが、同年12月に大統領となったルイ＝ナポレオンにより地位回復。1851年、精神科学・政治学アカデミーのメンバーとなる。
ルイ＝ナポレオンのクーデタが起こるとこれを支持。第二帝政下で皇帝ナポレオン3世の経済顧問として政府に協力し、1860年、イギリスのリチャード・コブデンと共同で英仏通商条約（コブデン＝シュヴァリエ条約）を締結。貿易自由化を進めることで国内産業の競争力強化へのテコ入れを狙ったものだが、産業家からは「経済クーデタ」であるとして反発を受ける。1867年のパリ万国博覧会では審査委員長を務める。1869年、上院議員に就任。普仏戦争に際しては上院でただ一人開戦に反対する。敗戦と第二帝政崩壊の後は下野し、鉄道事業に専念する。1875年アルバート・メダル受賞。1879年、モンペリエにて没する。享年73歳。

## 地中海システム

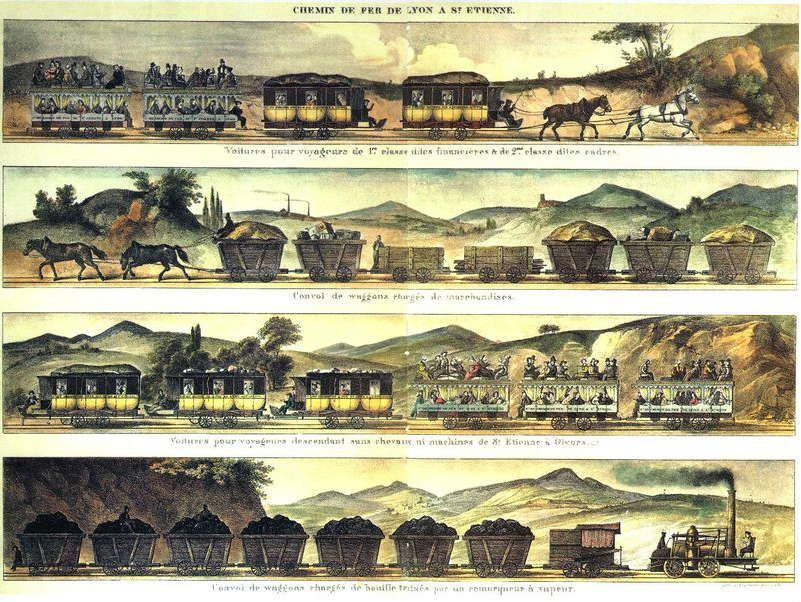
黎明期の鉄道（リヨン＝サンテティエンヌ間、1839年）。上から旅客馬車、貨物馬車、旅客（下り坂動力なし）、貨物蒸気機関車。

シュヴァリエがサン＝シモン派として活動していた頃、1832年に機関紙『グローブ』へ寄せた4本の記事をまとめて出版されたのが『地中海システム』である。ここにはシュヴァリエ独自の鉄道観とサン＝シモン派の歴史哲学を垣間見ることができる。
サン＝シモン派が目指した究極の目的とは「普遍的結合（association universelle）」、すなわち全人類が協同して進歩へと向かうことであった。普遍的結合を実現するためには、有史以来、精神世界と物質世界を代表する二大勢力として相争ってきた西洋と東洋の対立を解消することが急務だと説く。融和の場として想定されたのは地中海である。かつて3千年来、東西両洋が相争う闘技場であった地中海は、爾後、両者の「婚礼の床」とならねばならぬ、そうシュヴァリエは説く。
東西融和の手段としてシュヴァリエが着目したのは鉄道である。彼は地中海沿岸に鉄道網を張り巡らせることで交通を加速させ、東西両洋の融和を推進することを主張する。ネットワーク技術により社会進歩がもたらされるとするシュヴァリエの主張は、レーニンのスローガン「共産主義とはソビエト権力と全国の電化である」や、アル・ゴアによる「情報ハイウェイ」構想を先取りするものと言えるだろう。

## トリビア
- 数学者エヴァリスト・ガロアが最期の手紙を認めた相手として知られるオーギュスト・シュヴァリエ（1809-1868）は、ミシェル・シュヴァリエの弟である。

## 関連文献
- Jean Walch, Michel Chevalier: économiste saint-simonien, Paris: Vrin, 1975.
- Jérôme Debrune, « Le Système de la Méditerranée de Michel Chevalier », Confluences Méditerranée 1/ 2001 (N° 36), pp. 187-194.
- 上野喬『ミシェル・シュヴァリエ研究』木鐸社、1995年。
- 佐藤茂行「サン･シモン主義の経済学者、ミシェル･シュヴァリェ」北海道大学「経済学研究」27-2、1977年、199-213頁。
- 藤田苑子「ミシェル・シュヴァリエ小論――フランス産業革命期における『実践的』サン・シモン主義の意義」『西洋史学』101、1976年、40-55頁。